# Tøjmester
Tøjmester er en  ældre betegnelse for en tilsynsofficer, rangerende under felttøjmesteren, ved et tøjhus, som var ansvarlig for og beskæftigede sig med administration og organisation af artilleri og andet krigsmateriel. 
Gradsbetegnelsen formodes at stamme fra 1500-tallet.